# Demència vascular
La demència vascular és la segona forma més comuna de demència després de la malaltia d'Alzheimer en els adults grans. El terme es refereix a un grup de síndromes causats per diferents mecanismes de la qual cosa resulta en lesions vasculars en el cervell. La detecció precoç i diagnòstic precís són importants, ja que la demència vascular és almenys parcialment prevenible.
Els subtipus principals d'aquesta malaltia són:
- El deteriorament cognitiu lleu.
- La demència multiinfàrtica, es deu a una sèrie de petits infarts, per un de sol en un lloc estratègic (que afecti el tàlem, l'artèria cerebral anterior, el lòbul parietal o el gir cingulat) o, de vegades, un de gran precedit o seguit per altres de menors.[2]
- La demència (post)hemorràgica, a causa de lesions hemorràgiques.
- La demència mixta: barreja d'Alzheimer i de demència vascular.

Les lesions vasculars poden ser resultat d'una malaltia cerebrovascular difusa o per lesions focals, en general ho són de totes dues. La demència mixta es diagnostica quan els pacients tenen evidència de malaltia d'Alzheimer i de malaltia cerebrovascular, que sigui clínica o sobre la base de proves de neuroimatge de lesions isquèmiques. De fet, la demència vascular i la malaltia d'Alzheimer sovint coexisteixen, sobretot en pacients ancians amb demència.

## Clínica
Diferenciar síndromes de demència pot ser difícil, a causa de les característiques clíniques sovint superposades i la patologia subjacent relacionada. En particular, la demència d'Alzheimer sovint es produeix amb demència vascular.
Les persones amb demència vascular presenten un deteriorament cognitiu progressiu, de forma aguda o subaguda com un deteriorament cognitiu lleu, sovint en etapes, després de múltiples accidents cerebrovasculars. Pot semblar que hi hagi persones que milloren entre els accidents i que poden empitjorar per accidents "silents". Un ràpid empitjorament pot dur a la mort per un ictus important, malalties del cor o infecció.
Els signes i símptomes són cognitius, motors, conductuals, i per a una proporció significativa de pacients també afectius. Aquests canvis solen produir-se en un període de 5 a 10 anys. Els signes són típicament els mateixos que en altres demències, però inclouen principalment disminució cognitiva i deteriorament de la memòria de prou severitat com per interferir en activitats de la vida diària, de vegades amb presència de signes neurològics focals i evidències de característiques coherents amb malalties cerebrovasculars en imatges cerebrals (TC o RMN). Es poden observar signes neurològics localitzats a determinades zones del cervell com hemiparèsia, la bradicinèsia, la hiperreflèxia, els reflexos plantars extensors, l'atàxia, la paràlisi pseudobulbar, així com trastorns de la marxa i dificultats per empassar. Tenen dèficits irregulars en termes de proves cognitives; així solen tenir una millor memòria recent i menys intrusions de records quan es comparen amb pacients amb Alzheimer. En els pacients més afectats, o en els malalts afectats per infarts a les àrees de Wernicke o Broca, poden haver-hi problemes específics per parlar (disàrtries) i afàsies.
En malalties de petits vasos, els lòbuls frontals sovint es veuen afectats. En conseqüència, els pacients amb demència vascular solen comportar pitjor que els seus homòlegs de la malaltia d'Alzheimer en tasques del lòbul frontal, com la fluïdesa verbal, i poden presentar problemes del lòbul frontal: apatia, abúlia (manca de voluntat o iniciativa), problemes d'atenció, orientació, i incontinència urinària. Acostumen a mostrar un comportament més perseverant. Els pacients amb demència vascular també poden presentar un alentiment general de la capacitat de processament, dificultat per canviar conjunts i deteriorament del pensament abstracte. L'apatia en la primera etapa de la malaltia és més suggestiva de la demència vascular.